# Glaucophyta
Glaucophytes, Glaucocystophytes
Embranchement
Les Glaucophytes (Glaucophyta), ou Glaucocystophytes, du grec γλαυϰός [glaukos], « glauque » c'est-à-dire « vert ou bleu tirant vers le gris », et φυτ(ο) [phyt(o)], « végétal », constituent un groupe d'algues d'eau douce, de diversité réduite : seules 14 espèces ont été décrites et sont actuellement acceptées. Ce sont des organismes unicellulaires structurés dorso-ventralement, au dos arrondi et au ventre aplati et présentant deux flagelles de longueurs inégales. Ils nagent dans les mares d'eau douce des régions tempérées.

## Caractéristiques propres au taxon
Les organismes regroupés sous ce taxon se caractérisent par :
- des chloroplastes, ou « cyanelles », de couleur bleu-vert : les pigments accessoires contenus dans les phycobilisomes sont la phycocyanine et l'allophycocyanine,
- la présence d'« alvéoles » sous la membrane plasmique sous-tendues par des microtubules.

Représentation d'un glaucophyte

1. Flagelle antérieur (avec des poils)
2. Mucocyste, sécrètent une masse muqueuse
3. Plate
4. Plaque Vésicule
5. Granulés d'amidon
6. Sillon
7. Plis antérieurs
8. Le corps basal
9. Vacuole contractile
10. Appareil de Golgi
11. Plaste (2)
12. Peptidoglycane
13. Corps centrale
14. Thylakoïde, où se déroule la phase photochimique (ou claire) de la photosynthèse.
15. Phycobilisome
16. Nucléole
17. Noyau
18. Réticulum endoplasmique lisse
19. Mitochondrie
20. Flagelle postérieur

## Taxinomie

### Classification
Selon AlgaeBase (consulté le 2 août 2013) :
- Embranchement des Glaucophyta
  - Classe des Glaucophyceae
    - Ordre des Glaucocystales
      - Famille des Glaucocystaceae
        - Genre Cyanophora
          - espèce Cyanophora biloba
          - espèce Cyanophora paradoxa - type
          - espèce Cyanophora tetracyanea

        - Genre Glaucocystis
          - espèce Glaucocystis bullosa
          - espèce Glaucocystis caucasica
          - espèce Glaucocystis cingulata
          - espèce Glaucocystis duplex
          - espèce Glaucocystis molochinearum
          - espèce Glaucocystis nostochinearum - type
            - variété Glaucocystis nostochinearum var. minor
            - variété Glaucocystis nostochinearum var. moebii
            - variété Glaucocystis nostochinearum var. incrassata
            - forme Glaucocystis nostochinearum f. immanis
            - variété Glaucocystis nostochinearum var. gigas

          - espèce Glaucocystis oocystiformis
          - espèce Glaucocystis simplex

        - Genre Glaucocystopsis
          - espèce Glaucocystopsis africana - type

        - Genre Gloeochaete
          - espèce Gloeochaete wittrockiana - type

        - Genre Peliaina
          - espèce Peliaina cyanea - type

        - Genre Strobilomonas
          - espèce Strobilomonas cyaneus - type

### Liste des classes
Selon AlgaeBase (2 août 2013), ITIS (2 août 2013), NCBI (2 août 2013) et World Register of Marine Species (2 août 2013) :
- classe des Glaucophyceae Bohlin

### Genres
- Glaucocystis (immobile)
- Cyanophora (mobile)
- Gloeochaete (2 stades : immobile &  mobile)

### Exemple d'espèces de Glaucophytes
- Cyanophora paradoxa
- Glaucocystis nostochinearum
- Gloeochaete wittrockiana

Aucune espèce fossile n'est connue.

### Position phylogénétique au sein des Plantes
Les Glaucophyta ont d'abord été classées dans les Chlorophyta, puis dans les Rhodophyta. Le genre Cyanophora a même été rangé dans les Cryptophyta.
Cavalier-Smith les regroupe avec les Rhodophyta dans le sous-règne des Biliphyta.
Le genre Glaucosphaera initialement décrit dans les Glaucophyta bien que dépourvu de flagelles, et présentant une gaine mucilagineuse, a été finalement rangé dans les algues rouges unicellulaires, sur la base d'analyses de séquences d'ARNr.
On y lira en suivant le lien ci-dessous la question débattue dans les années 2000 de la monophylie ou non des Archéplastides (= Plantae) et de la place respective des Glaucophytes et des Rhodophytes soit à la base de celles-ci, soit à la base de l'ensemble des Bicontes chlorophylliens.